# 윤곤선생묘
윤곤선생묘(尹坤先生墓)는 대한민국 경기도 파주시 파주읍 연풍리에 있는, 조선 전기의 문신인 소정공 윤곤(?∼1422) 선생의 묘이다. 1987년 2월 12일 경기도의 기념물 제106호로 지정되었다.

## 개요
조선 전기의 문신인 소정공 윤곤(?∼1422) 선생의 묘이다.
고려말에 문과에 급제하였으며, 동생 윤향(尹珦)과 함께 문학으로 이름이 높았다. 조선 정종 2년(1400) 제2차 왕자의 난 때 이방원(뒤의 태종)의 편에 서서 협력한 공으로, 태종 1년(1401) 좌명공신 3등에 임명되고, 파평군에 봉해졌다. 태종 6년(1406) 좌군도총제로 있을 때 다른 사건에 연루되어 파평현에 유배되었다가, 세종 즉위년(1418) 평안도 관찰사로 기용되었다. 평안도 관찰사로 있으면서 기생의 풍류를 폐지하여 풍속을 바로잡는 등 많은 공을 쌓아서 이듬해 이조판서로 파격적인 승진을 하였다.
묘는 근래에 아랫부분에 원형으로 둘레석을 둘렀다. 묘 앞에는 묘비·상석·향로석이 있는데, 상석과 향로석은 근래에 교체된 것이다. 상석을 중심으로 왼쪽에 장명등(長明燈:무덤 앞에 세우는 돌로 만든 등)이 있고, 좌우로 문인석이 있다. 묘 오른쪽의 묘비는 고종 6년(1869)에 세운 것이다. 묘역 아래에는 신도비(神道碑:왕이나 고관 등의 평생 업적을 기리기 위해 무덤 근처 길가에 세우던 비)가 있는데, 비문은 윤상익이 짓고, 윤조영이 글을 썼다.

## 같이 보기
- 윤곤

## 참고 문헌
- 윤곤선생묘 - 국가유산청 국가유산포털